# レディング・フェスティバル
レディング＆リーズ・フェスティバル（Reading and Leeds Festivals）は、イギリスのレディング（Reading Borough）とリーズ（Leeds）で毎年8月末に行われる野外ロック・フェスティバル。通常では金曜日から日曜日に開催され共通チケットで参加できる。
2007年までイギリスで有名なビールブランドのカーリング（Carling：coor Brewers社）が冠スポンサーに付き、「the Carling Weekend Reading and the Carling Weekend Leeds」が公称となっていた。
1961年にハロルド・ペンドルトンがリッチモンド運動場で開催した「National Jazz Festival」を始まりとして、イギリス各地で開催されていたが、1971年に開催地がレディングに定着しレディング・フェスティバルと呼ばれるようになった。
1984年と1985年は、地方自治体の政治的理由により開催されなかった。
1999年にはレディングの施設だけでは多数の入場者を収容できなくなったため、リーズでの開催も行うようになり、同じ出演者が日程をずらして両会場に出演する現在の開催形態となった。この方式は日本で開催されているサマーソニックのモデルとなっている。なお、レディング・フェスティバルのみ、毎年イギリスの公共放送BBCのテレビ中継が入る。
日本人アーティストでは、1982年にBOWWOW（1987年にはVOWWOW名義でも出演）、1992年に少年ナイフ、1999年にコーネリアス、2004年にThe 5.6.7.8's、2013年、2014年、2016年にCrossfaith、2015年にBABYMETALとBo Ningen、2017年にONE OK ROCK、2018年にMAN WITH A MISSIONが出演。

## 主な出演者
- 一番上に表記されているバンド名が、メイン野外ステージのヘッドライナーである。2021年よりメインステージが東西（EAST/WEST）に分割されたことから、各ステージのヘッドライナーに（E）（W）を付記。以下、他のステージの出演者も含む。

### 2021年
| レディング1日目・リーズ2日目 | レディング2日目・リーズ3日目 | レディング3日目・リーズ1日目 |
| - ストームジー（E） - キャットフィッシュ・アンド・ザ・ボトルメン （W） - メイベル - サム・フェンダー - スポーツ・チーム - アッシュニコ - Don Broco - ジャック・ハーロウ | - ポスト・マローン（E） - ディスクロージャー（W） - トゥー・ドア・シネマ・クラブ - ザ・キッド・ラロイ - シグリッド - ビーバドゥービー - イージー・ライフ - ザ・ウォンバッツ - スロウタイ - アイ・ドント・ノウ・ハウ・バット・ゼイ・ファウンド・ミー - ユー・ミー・アット・シックス - ローズ - タイガ | - リアム・ギャラガー（E） - ビッフィ・クライロ（W） - ウルフ・アリス - KSI - ザ・ストラッツ - ヤングブラッド - ブロッサムズ - コーヴン - ホリー・ハンバーストーン - ジェイク・バグ（シークレット出演） |

### 2020年
- COVID-19の影響により中止

### 2019年
| レディング1日目・リーズ2日目 | レディング2日目・リーズ3日目 | レディング3日目・リーズ1日目 |
| - The 1975 - ロイヤル・ブラッド - ザ・ウォンバッツ - ユー・ミー・アット・シックス - チャーリー・エックス・シー・エックス - Joji - ヘイリー・キヨコ - クレイロ - ボウリング・フォー・スープ - ザ・メイン | - ポスト・マローン - トゥエンティ・ワン・パイロッツ - ビリー・アイリッシュ - アゲインスト・ザ・カレント - メイベル - ナヴ - オブ・マイス・アンド・メン - ポピー - フーディ・アレン | - フー・ファイターズ - ア・デイ・トゥ・リメンバー - エンター・シカリ - メイデー・パレード - バスティル - チャーチズ - ガンナ - マシン・ガン・ケリー |

### 2018年
| レディング1日目・リーズ2日目 | レディング2日目・リーズ3日目 | レディング3日目・リーズ1日目 |
| - フォール・アウト・ボーイ - トラビス・スコット - ザ・クークス - ザ・ウォンバッツ - ブリング・ミー・ザ・ホライズン（シークレット出演） - アンダーオース - ザ・ユーズド - ザ・ホラーズ - デス・フロム・アバヴ | - ケンドリック・ラマー - パニック!アット・ザ・ディスコ - N*E*R*D - デュア・リパ - Sum 41 - マイク・シノダ - ペンデュラム - Wizkid - アラン・ウォーカー - ヒルトップ・フッズ - パパ・ローチ - メッツ - MAN WITH A MISSION - ケイト・ナッシュ | - キングス・オブ・レオン - ザ・ヴァクシーンズ - ビリー・タレント - ザ・ジョイ・フォーミダブル - ディプロ - ドン・ブロコ - DMA'S - ハリウッド・アンデッド |

### 2017年
| レディング1日目・リーズ2日目 | レディング2日目・リーズ3日目 | レディング3日目・リーズ1日目 |
| - カサビアン - バスティル - トゥー・ドア・シネマ・クラブ - ジミー・イート・ワールド - サーカ・ウェーヴス - ユー・ミー・アット・シックス - ファットボーイ・スリム - ビリー・タレント | - エミネム - メジャー・レイザー - コーン - アット・ザ・ドライヴイン - プリティー・レックレス - エヴリシング・エヴリシング - マーモゼッツ - ハイ・コントラスト - ONE OK ROCK - ジャパンドロイズ - ザ・ビュー - グループラヴ | - ミューズ - リアム・ギャラガー - アーキテクツ - アゲインスト・ザ・カレント - ハイム - ホールジー - ミュートマス - X・アンバサダーズ - チャーリー・エックス・シー・エックス - ブレイキング・ベンジャミン - アッシュ |

### 2016年
| レディング1日目・リーズ2日目 | レディング2日目・リーズ3日目 | レディング3日目・リーズ1日目 |
| - フォールズ - ディスクロージャー - チャーチズ - ダイ・アントワード - トゥエンティ・ワン・パイロッツ - クリスタル・キャッスルズ - ジ・インターネット - アルーナジョージ - アスキング・アレクサンドリア - スライス - Crossfaith - マキシモ・パーク | - レッド・ホット・チリ・ペッパーズ - イマジン・ドラゴンズ - コーティナーズ - イーグルス・オブ・デス・メタル - トゥー・ドア・シネマ・クラブ - ナズ - デューク・デュモン - マストドン - ザ・ディリンジャー・エスケイプ・プラン | - ビッフィ・クライロ - フォール・アウト・ボーイ - ザ・ヴァクシーンズ - エイサップ・ロッキー - ファイヴ・フィンガー・デス・パンチ - スリーピング・ウィズ・サイレンス - The 1975 - ザ・ウォンバッツ - トゥナイト・アライヴ - グッド・シャーロット - マシン・ガン・ケリー - サード・アイ・ブラインド |

### 2015年
| レディング1日目・リーズ2日目 | レディング2日目・リーズ3日目 | レディング3日目・リーズ1日目 |
| - マムフォード・アンド・サンズ - アルト・ジェイ - バスティル - オール・タイム・ロウ - パニック!アット・ザ・ディスコ - リンプ・ビズキット - ポーター・ロビンソン - ニュー・ファウンド・グローリー - シンプル・プラン - Bo Ningen - スキニー・リスター | - メタリカ - ブリング・ミー・ザ・ホライズン - ロイヤル・ブラッド - アレクシスオンファイア - ピアス・ザ・ヴェイル - マーモゼッツ - BABYMETAL - エヴリシング・エヴリシング - チャーリー・エックス・シー・エックス - ゴースト - ゴジラ - アトレイユ - ザ・ウォンバッツ - ルーシー・ローズ - アッシュ - シーザー - アジーリア・バンクス | - ザ・リバティーンズ - ケンドリック・ラマー - ザ・クリブス - ザ・ガスライト・アンセム - アゲインスト・ミー - デッドマウス - タイラー・ザ・クリエイター - イヤーズ・アンド・イヤーズ - ハドソン・モホーク - ラスティ - キャンサー・バッツ |

### 2014年
| レディング1日目・リーズ2日目 | レディング2日目・リーズ3日目 | レディング3日目・リーズ1日目 |
| - クイーンズ・オブ・ザ・ストーン・エイジ - パラモア - ヴァンパイア・ウィークエンド - エンター・シカリ - ジミー・イート・ワールド - ブラッド・レッド・シューズ - Crossfaith - メトロノミー - SBTRKT - ウォーペイント - ジェラルド・ウェイ - スリップノット - アルーナジョージ | - アークティック・モンキーズ - ジェイク・バグ - イマジン・ドラゴンズ - フォスター・ザ・ピープル - ザ・ハイヴス - ボンベイ・バイシクル・クラブ - チャーチズ - ダイ・アントワード - ペンデュラム - オブ・マイス・アンド・メン - ウイ・ケイム・アズ・ロマンス - バンド・オブ・スカルズ - ウィー・アー・サイエンティスツ - プシャ・T | - ブリンク 182 - マックルモアー&ライアン・ルイス - ユー・ミー・アット・シックス - ア・デイ・トゥ・リメンバー - スリーピング・ウィズ・サイレンス - パパ・ローチ - トゥナイト・アライヴ - ディスクロージャー - The 1975 - ザ・ホラーズ - ザ・クークス - スクールボーイ・Q - ツイン・シャドウ - クラクソンズ - ボーイズ・ノイズ - ゴーゴル・ボールデロ - ア・ウィルヘルム・スクリーム - メイデー・パレード - サンシャイン・アンダーグラウンド - ザ・ペインズ・オブ・ビーイング・ピュア・アット・ハート |

### 2013年
| レディング1日目・リーズ2日目 | レディング2日目・リーズ3日目 | レディング3日目・リーズ1日目 |
| - グリーン・デイ - システム・オブ・ア・ダウン - デフトーンズ - ブリング・ミー・ザ・ホライズン - ニュー・ファウンド・グローリー - プリティー・レックレス - スクリレックス - エイサップ・ロッキー - コーダライン - クイックサンド - リヴィング・エンド - サーファー・ブラッド | - エミネム - チェイス・アンド・ステイタス - フォールズ - ザ・ブラックアウト - OFWGKTA - ジェイク・バグ - イマジン・ドラゴンズ - ジョニー・マー - ウィリー・ムーン - ダイヴ | - ビッフィ・クライロ - ナイン・インチ・ネイルズ - フォール・アウト・ボーイ - エディターズ - ハドーケン! - フェニックス - ウェーヴス - エンター・シカリ - フューネラル・フォー・ア・フレンド - ギャロウズ - フィルター - Crossfaith |

### 2012年
| レディング1日目・リーズ2日目 | レディング2日目・リーズ3日目 | レディング3日目・リーズ1日目 |
| - ザ・キュアー - パラモア - ボンベイ・バイシクル・クラブ - ユー・ミー・アット・シックス - クリスタル・キャッスルズ - エンジェルズ・アンド・エアウェーブズ - コヒード・アンド・カンブリア - キャンサー・バッツ - デフ・ハバナ | - カサビアン - フローレンス・アンド・ザ・マシーン - ザ・ヴァクシーンズ - エンター・シカリ - シンズ - OFWGKTA - ミステリー・ジェッツ - ブラッド・レッド・シューズ - ロス・キャンペシーノス! | - フー・ファイターズ - ザ・ブラック・キーズ - カイザー・チーフス - ブレット・フォー・マイ・ヴァレンタイン - オール・タイム・ロウ - ザ・ガスライト・アンセム - イーグルス・オブ・デスメタル - バンド・オブ・スカルズ - プルド・アパート・バイ・ホーセズ |

### 2011年
| 1日目 | 2日目 | 3日目 |
| - マイ・ケミカル・ロマンス - ビーディ・アイ - オフスプリング - サーティー・セカンズ・トゥ・マーズ - デフトーンズ - ニュー・ファウンド・グローリー - シミアン・モバイル・ディスコ - メトロノミー | - パルプ - ザ・ストロークス - マッドネス - ジミー・イート・ワールド - ザ・ナショナル - トゥー・ドア・シネマ・クラブ - ザ・キルズ - ザ・ジョイ・フォーミダブル | - ミューズ - ピート・ドハーティ - インターポール - パニック!アット・ザ・ディスコ - フロッギング・モリー - 2 Many DJs - ザ・ビュー - ザ・ストリーツ |

### 2010年
| 1日目 | 2日目 | 3日目 |
| - ガンズ・アンド・ローゼズ - クイーンズ・オブ・ザ・ストーン・エイジ - ロストプロフェッツ - NOFX - ゴーゴル・ボールデロ - ビリー・タレント - ア・デイ・トゥ・リメンバー - デルフィック - イェーセイヤー - サンシャイン・アンダーグラウンド - ブラッド・レッド・シューズ - ウォーペイント | - アーケイド・ファイア - ザ・リバティーンズ - ディジー・ラスカル - ザ・クリブス - モデスト・マウス - ミステリー・ジェッツ - ザ・フューチャーヘッズ - ペンデュラム - エンター・シカリ - サージ・タンキアン - バッド・レリジョン - ゼブラヘッド | - ブリンク 182 - パラモア - ウィーザー - サイプレス・ヒル - リンプ・ビズキット - オール・タイム・ロウ - スライス - モーション・シティ・サウンドトラック - クラクソンズ - ウィー・アー・サイエンティスツ - フォールズ - ホーリー・ファック |

### 2009年
| 1日目 | 2日目 | 3日目 |
| - キングス・オブ・レオン - カイザー・チーフス - プラシーボ - フォール・アウト・ボーイ - デフトーンズ - フューネラル・フォー・ア・フレンド - ニュー・ファウンド・グローリー - アレクシスオンファイア - マディーナ・レイク - フェイス・ノー・モア - フレンドリー・ファイアーズ - ザ・ホラーズ | - アークティック・モンキーズ - プロディジー - マキシモ・パーク - イアン・ブラウン - エンター・シカリ - ゴシップ - デルフィック - ライズ・アゲインスト - スナッフ (バンド) - ミュニシパル・ウェイスト - ア・ウィルヘルム・スクリーム - 65デイズオブスタティック | - レディオヘッド - ブロック・パーティ - ヤー・ヤー・ヤーズ - ヴァンパイア・ウィークエンド - ザ・ビュー - リヴィング・エンド - ロストプロフェッツ - AFI - ギャロウズ - パッション・ピット - メトロノミー - ヴィタリック |

### 2008年
| 1日目 | 2日目 | 3日目 |
| - レイジ・アゲインスト・ザ・マシーン - クイーンズ・オブ・ザ・ストーン・エイジ - ザ・フラテリス - ジ・エナミー - ディジー・ラスカル - ベイビーシャンブルズ - MGMT | - ザ・キラーズ - ブロック・パーティ - ザ・ラカンターズ - エディターズ - ダーティ・プリティ・シングス - マニック・ストリート・プリーチャーズ - ジャスティス | - メタリカ - スリップノット - フィーダー - アヴェンジド・セヴンフォールド - ドロップキック・マーフィーズ - ザ・クリブス - CSS |

### 2007年
| 1日目 | 2日目 | 3日目 |
| - レイザーライト - キングス・オブ・レオン - インターポール - マキシモ・パーク - ジミー・イート・ワールド - ゴシップ - アッシュ | - レッド・ホット・チリ・ペッパーズ - アーケイド・ファイア - ブロック・パーティ - パニック!アット・ザ・ディスコ - エンジェルズ・アンド・エアウェーブズ - シンズ - ザ・ビュー | - スマッシング・パンプキンズ - ナイン・インチ・ネイルズ - ロストプロフェッツ - フォール・アウト・ボーイ - ザ・ユーズド (バンド) - クラクソンズ - CSS |

### 2006年
| 1日目 | 2日目 | 3日目 |
| - フランツ・フェルディナンド - カイザー・チーフス - プライマル・スクリーム - ヤー・ヤー・ヤーズ - ベル・アンド・セバスチャン - フォール・アウト・ボーイ - パニック!アット・ザ・ディスコ - ディジー・ラスカル - ザ・サブウェイズ | - ミューズ - アークティック・モンキーズ - ザ・ストリーツ - フィーダー - ザ・ラカンターズ - ダーティ・プリティ・シングス - フロッギング・モリー - ジェット - クラップ・ユア・ハンズ・セイ・ヤー | - パール・ジャム - プラシーボ - マイ・ケミカル・ロマンス - スレイヤー - マキシモ・パーク - ブレット・フォー・マイ・ヴァレンタイン - レス・ザン・ジェイク - キルスイッチ・エンゲージ - ザ・クークス |

### 2005年
| 1日目 | 2日目 | 3日目 |
| - ピクシーズ - ザ・キラーズ - クイーンズ・オブ・ザ・ストーン・エイジ - カサビアン - ブラック・レベル・モーターサイクル・クラブ - ザ・コーラル - エルボー - ザ・クーパー・テンプル・クロース - グレアム・コクソン - ドロップキック・マーフィーズ | - フー・ファイターズ - キングス・オブ・レオン - レイザーライト - ザ・シャーラタンズ - ベイビーシャンブルズ - アーケイド・ファイア - ザ・ティアーズ - ダイナソーJr. - オール・アメリカン・リジェクツ | - アイアン・メイデン - マリリン・マンソン - インキュバス - ザ・フューチャーヘッズ - イギー・アンド・ザ・ストゥージズ - ブロック・パーティ - フューネラル・フォー・ア・フレンド - NOFX - LCDサウンドシステム - マイ・ケミカル・ロマンス |

### 2004年
| 1日目 | 2日目 | 3日目 |
| - ザ・ダークネス - オフスプリング - アッシュ - ザ・ハイヴス - グレアム・コクソン - ジュラシック5 - スーパー・ファーリー・アニマルズ - ソウルワックス | - ザ・ホワイト・ストライプス - モリッシー - ザ・リバティーンズ - フランツ・フェルディナンド - フューネラル・フォー・ア・フレンド - ディジー・ラスカル - レイザーライト - ニューヨーク・ドールズ | - グリーン・デイ - 50セント - プラシーボ - ロストプロフェッツ - ドロップキック・マーフィーズ - スーパーグラス - ザ・ストリーツ - ザ・ラスマス |

### 2003年
| 1日目 | 2日目 | 3日目 |
| - リンキン・パーク - ブリンク182 - プラシーボ - JAY-Z - ザ・ダットサンズ - フィンチ - エルボー - インターポール | - ブラー - ザ・ホワイト・ストライプス - ザ・リバティーンズ - ベック - ダヴズ - ザ・ストリーツ - ザ・クーパー・テンプル・クロース - マーズ・ヴォルタ | - メタリカ - システム・オブ・ア・ダウン - SUM41 - プライマル・スクリーム - コートニー・ラヴ - ザ・ミュージック - ロストプロフェッツ - グッド・シャーロット |

### 2002年
| 1日目 | 2日目 | 3日目 |
| - ザ・ストロークス - パルプ - ジェーンズ・アディクション - ウィーザー - ザ・ホワイト・ストライプス - マーキュリー・レヴ - フィーダー - ニュー・ファウンド・グローリー - ザ・ヴァインズ | - フー・ファイターズ - ミューズ - アッシュ - SUM41 - ザ・ハイヴス - レス・ザン・ジェイク - アンドリューWK - ブラック・レベル・モーターサイクル・クラブ - ジミー・イート・ワールド - ザ・クーパー・テンプル・クロース | - プロディジー - オフスプリング - スリップノット - インキュバス - NOFX - スピリチュアライズド - ザ・ストリーツ |

### 2001年
| 1日目 | 2日目 | 3日目 |
| - エミネム - マリリン・マンソン - パパ・ローチ - クイーンズ・オブ・ザ・ストーン・エイジ - システム・オブ・ア・ダウン - マーキュリー・レヴ | - トラヴィス - グリーン・デイ - PJハーヴェイ - イギー・ポップ - アッシュ - Run-D.M.C. - ゲイリー・ニューマン | - マニック・ストリート・プリーチャーズ - スーパーグラス - フィーダー - ランシド - モグワイ - ティーンエイジ・ファンクラブ |

### 2000年
| 1日目 | 2日目 | 3日目 |
| - オアシス - プライマル・スクリーム - フー・ファイターズ - ザ・ブルートーンズ - リンプ・ビズキット - ミューズ - エイジアン・ダブ・ファウンデーション - ダヴズ | - パルプ - ベック - スーパー・ファーリー・アニマルズ - エラスティカ - デフトーンズ - グレアム・コクソン - ブラック・アイド・ピース - クイーンズ・オブ・ザ・ストーン・エイジ | - ステレオフォニックス - プラシーボ - スリップノット - エミネム - レイジ・アゲインスト・ザ・マシーン - ブリンク182 - イアン・ブラウン - エリオット・スミス |

### 1999年
| 1日目 | 2日目                                                                                     | 3日目                                                                                      |
| - ザ・シャーラタンズ - ケミカル・ブラザーズ - エコー&ザ・バニーメン - エラスティカ - ジョン・スペンサー・ブルース・エクスプロージョン | - ブラー - カタトニア - ペイブメント - アタリ・ティーンエイジ・ライオット - ジュラシック5 | - レッド・ホット・チリ・ペッパーズ - オフスプリング - フィーダー - マンサン - ペニーワイズ |

### 1998年
| 1日目 | 2日目 | 3日目                                                                                                   |
| - ジミー・ペイジ＆ロバート・プラント - アッシュ - マンサン - デフトーンズ - スーパー・ファーリー・アニマルズ | - ビースティ・ボーイズ - プロディジー - スーパーグラス - フー・ファイターズ - エコー&ザ・バニーメン - トラヴィス - リー・スクラッチ・ペリー - ランシド | - ガービッジ - ニュー・オーダー - ザ・ブルートーンズ - シェッド・セヴン - ジーン - スピリチュアライズド |

### 1997年
| 1日目 | 2日目 | 3日目                                                                     |
| - スウェード - キャスト - ジョン・スペンサー・ブルース・エクスプロージョン - ブー・ラドリーズ - ファウンテインズ・オブ・ウェイン | - マニック・ストリート・プリーチャーズ - ジ・オーブ - スーパー・ファーリー・アニマルズ - ザ・カーディガンズ - イールズ | - メタリカ - ブッシュ - マリリン・マンソン - ダイナソーJr. - ザ・ヴァーヴ |

### 1996年
| 1日目 | 2日目                                                                                                | 3日目                                                                      |
| - レイジ・アゲインスト・ザ・マシーン - プロディジー - オフスプリング - ウィーザー - アイス-T - セラドール | - ブラック・グレープ - ガービッジ - ドッジー - スーパー・ファーリー・アニマルズ - クーラ・シェイカー | - ザ・ストーン・ローゼズ - アッシュ - ジーン - モービー - アンダーワールド |

### 1995年
| 1日目                                                                                          | 2日目                                                                                      | 3日目                                                                                |
| - スマッシング・パンプキンズ - グリーン・デイ - ホール - ベック - ティーンエイジ・ファンクラブ | - ビョーク - ポール・ウェラー - ブー・ラドリーズ - フー・ファイターズ - ザ・ブルートーンズ | - ニール・ヤング - サウンドガーデン - ペイブメント - マッドハニー - ホワイト・ゾンビ |

### 1994年
| 1日目                                                                                        | 2日目 | 3日目                                                                                                  |
| - サイプレス・ヒル - レモンヘッズ - ペイブメント - ザ・ヴァーヴ - ザ・フレーミング・リップス | - プライマル・スクリーム - アイス・キューブ - マニック・ストリート・プリーチャーズ - レディオヘッド - パルプ | - レッド・ホット・チリ・ペッパーズ - サウンドガーデン - ペイブメント - マッドハニー - ホワイト・ゾンビ |

### 1993年
| 1日目 | 2日目                                                                 | 3日目                                                                |
| - ポルノ・フォー・パイロス - レイジ・アゲインスト・ザ・マシーン - ネッズ・アトミック・ダストビン - バッド・ブレインズ - トゥール | - ザ・ザ - スージー・アンド・ザ・バンシーズ - ブラー - レディオヘッド | - ニュー・オーダー - ダイナソーJr. - レモンヘッズ - フィッシュボーン |

### 1992年
| 1日目 | 2日目 | 3日目 |
| - ワンダー・スタッフ - ザ・シャーラタンズ - パブリック・イメージ・リミテッド - PJハーヴェイ - メガ・シティー・フォー - ザ・ミルタウン・ブラザーズ - ファティマ・マンションズ - レッド・クロス | - パブリック・エネミー - ライド - マニック・ストリート・プリーチャーズ - ザ・ファーム - スマッシング・パンプキンズ - ロリンズ・バンド - サウザンド・ヤード・ステア - バッファロー・トム - セラピー? | - ニルヴァーナ - ニック・ケイヴ - マッドハニー - ティーンエイジ・ファンクラブ - L7 - ペイブメント - スクリーミング・トゥリーズ - メルヴィンズ |

### 1991年
| 1日目 | 2日目                                                                                      | 3日目                                                                                               |
| - イギー・ポップ - ソニック・ユース - ポップ・ウィル・イート・イットセルフ - ダイナソーJr. - ニルヴァーナ | - ジェイムス - ザ・フォール - デ・ラ・ソウル - ブラー - アンダーグラウンド・スーパーノヴァ | - シスターズ・オブ・マーシー - ネッズ・アトミック・ダストビン - ギャング・スター - ニッツァー・エブ |

### 1990年
| 1日目                                                                                               | 2日目                                                                               | 3日目                                                                   |
| - ザ・クランプス - フェイス・ノー・モア - ニック・ケイヴ・アンド・ザ・バッド・シーズ - マッドハニー | - インスパイラル・カーペッツ - ザ・ウェディング・プレゼント - バズコックス - ライド | - ピクシーズ - ジーザス・ジョーンズ - ザ・フォール - リヴィング・カラー |

### 1989年
| 1日目                                                                                           | 2日目          | 3日目                                                                        |
| - ニュー・オーダー - シュガーキューブス - ハウス・オブ・ラヴ - マイ・ブラッディ・ヴァレンタイン | - ザ・ポーグス | - ザ・ミッション - ワンダー・スタッフ - ポップ・ウィル・イート・イットセルフ |

### 1988年
| 1日目                                              | 2日目                                              | 3日目                                                                |
| - イギー・ポップ - ラモーンズ - ワンダー・スタッフ | - スターシップ - ミート・ローフ - ボニー・タイラー | - スクイーズ - ホットハウス・フラワーズ - ブロークン・イングリッシュ |

### 1987年
| 1日目                           | 2日目                           | 3日目                                 |
| - ザ・ミッション - ザ・フォール | - ステイタス・クォー - マグナム | - アリス・クーパー - ストラングラーズ |